# Yovogan
El Yovogan fue un alto funcionario de la administración del reino de Dahomey. El Yovogan era el segundo del Mehu, que lo elegía personalmente sujeto a posterior ratificación real. 
Sus funciones incluían las relaciones diplomáticas con los occidentales que se adentraban en el reino para el comercio de esclavos y la administración de los beneficios de esta trata. Por ello se ubicaba en el puerto más importante del reino, Ouidah, donde las potencias occidentales tenían bases comerciales. En Ouidah el Yovogan era el representante y gobernador en nombre de los reyes, asistido por una serie de órganos con poderes consultivos. 
El primer Yovogan del que se tiene constancia fue nombrado en el 1745 aunque su fundación se atribuye al rey Agaja (fallecido en 1740), siendo seguido por otros cuatro hasta 1818 si bien probablemente esta lista sea incompleta y solo refleje los más famosos. Con el paso del tiempo, fue cada vez más controlado por otros funcionarios, evitándose la acumulación de poder con la supervisión de un chacha. Esto se acentuó especialmente tras serie de rebeliones que llevaron a la ejecución de funcionarios de alto nivel como el Tegan que habían participado del comercios de esclavos en violación del el monopolio regio.